# Куженерка
Куженерка — деревня в Малмыжском районе Кировской области в составе Старотушкинского сельского поселения. 

## География
Находится недалеко от правого берега Вятки на расстоянии примерно 23 километра по прямой на север-северо-запад от районного центра города Малмыж.

## История
Известна с 1873 года, когда здесь было учтено дворов 26 и жителей 258, в 1905 56 и 340, в 1926 120 и 650 соответственно (Для последнего года цифры даны в сумме для Верхней и Нижней Куженерка). В 1950 году был 117 двор и 438 жителей. В 1989 году учтено 146 жителей. 

## Население
Постоянное население составляло 112 человек (русские 67%, татары 27%) в 2002 году, 87 в 2010.